# Ctenolimnophila harrisiana
Ctenolimnophila harrisiana là một loài ruồi trong họ Limoniidae. Chúng phân bố ở miền Australasia.